# Muchorowo
Muchorowo ist ein Ort in der polnischen Woiwodschaft Ermland-Masuren. Er gehört zur Gmina Stawiguda (Landgemeinde Stabigotten) im Powiat Olsztyński (Kreis Allenstein).
Die Siedlung Muchorowo liegt im Westen der Woiwodschaft Ermland-Masuren, zehn Kilometer südlich der Kreis- und Woiwodschaftshauptstadt Olsztyn (deutsch Allenstein). Der kleine Ort ist von Ruś (deutsch Reußen) aus zu erreichen.
Muchorowo gehört zur Landgemeinde Stawiguda (Stabigotten) im Powiat Olsztyński (Kreis Allenstein), bis 1998 der Woiwodschaft Olsztyn, seither der Woiwodschaft Ermland-Masuren zugehörig.
Kirchlich ist Muchorowo in die römisch-katholische Pfarrei Bartąg ((Groß) Bertung) im Dekanat Olsztyn IV-Jaroty innerhalb des Erzbistums Ermland eingegliedert.